# Xinmin
Koordinaten: 42° 0′ N, 122° 49′ O
Xinmin (chinesisch 新民市, Pinyin Xīnmín Shì) ist eine kreisfreie Stadt die zum Verwaltungsgebiet der Unterprovinzstadt Shenyang in der chinesischen Provinz Liaoning gehört. Das Verwaltungsgebiet der Stadt Xinmin hat eine Fläche von 3.300 km² und 565.634 Einwohner (Stand: Zensus 2020).

## Administrative Gliederung
Auf Gemeindeebene setzt sich Xinmin aus fünf Straßenvierteln, elf Großgemeinden und 13 Gemeinden zusammen. Diese sind:
- Straßenviertel Dongcheng (东城街道 = "Oststadt");
- Straßenviertel Liaobin (辽滨街道);
- Straßenviertel Xicheng (西城街道 = "Weststadt");
- Straßenviertel Xinliu (新柳街道);
- Straßenviertel Xincheng (新城街道 = "Neustadt");
- Großgemeinde Dahongqi (大红旗镇);
- Großgemeinde Liangshan (梁山镇);
- Großgemeinde Gongzhutun (公主屯镇);
- Großgemeinde Xinglong (兴隆镇);
- Großgemeinde Qiandangpu (前当堡镇);
- Großgemeinde Damintun (大民屯镇);
- Großgemeinde Daliutun (大柳屯镇);
- Großgemeinde Xinglongpu (兴隆堡镇);
- Großgemeinde Hutai (胡台镇);
- Großgemeinde Fahaniu (法哈牛镇);
- Großgemeinde Liuhegou (柳河沟镇);
- Gemeinde Gaotaizi (高台子乡);
- Gemeinde Jinwutaizi (金五台子乡);
- Gemeinde Hongqi (红旗乡);
- Gemeinde Lutun (卢屯乡);
- Gemeinde Yaopu (姚堡乡);
- Gemeinde Zhoutuozi (周坨子乡);
- Gemeinde Yujiawopu (于家窝堡乡);
- Gemeinde Xinnongcun (新农村乡);
- Gemeinde Dongsheshanzi (东蛇山子乡);
- Gemeinde Taotun (陶屯乡);
- Gemeinde Luojiafangzi (罗家房子乡);
- Gemeinde Sandaogangzi (三道岗子乡);
- Gemeinde Zhangtun (张屯乡).

## Kulturdenkmäler
Die Gaotaishan-Stätte (Gaotaishan yizhi 高台山遗址) der neolithischen Gaotaishan-Kultur steht seit 2006 auf der Liste der Denkmäler der Volksrepublik China (6-48).

## Persönlichkeiten
- Wang Yupu (1956–2020), Politiker